# 大雁山風景區

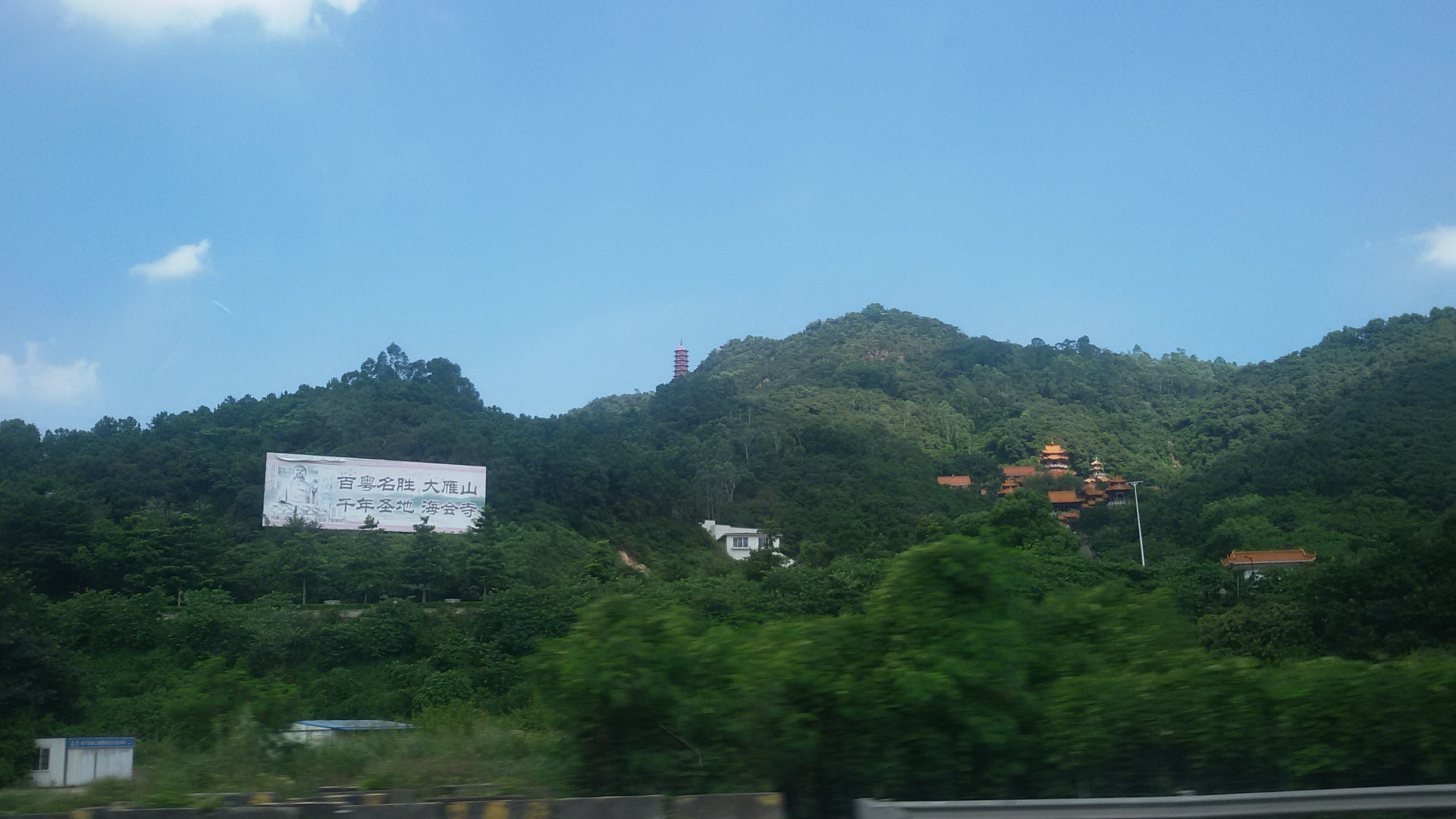

大雁山風景區（又稱大雁山）座落於中國廣東省江門市鶴山沙坪以北，粵港澳大灣區以西，側有 佛开高速公路大雁山出口僅3.1公里，因形似大雁而得名。於1989年成立風景區，1991年開闢成公園，2006年成為森林公園。大雁山高海拔310（1,017英尺），同佛山南海區西樵山，形成「姊妹山」。

## 交通
距離廣珠城轨江门东站37公里，南沙港鐵路江门北站15公里，距離 珠三角环线高速15公里。有公交車鶴山505行經于此。

## 主要景點
从頂峰到山腳，有貴人峰、禾雀花、動物園、狀元坊、紀元塔、半山閣及位於入口處西班牙風格設計的“大雁山酒家”等景點。有獅子峰、日月峰和貴人峰三個山峰。